# Janošik
Pour les articles homonymes, voir Janosik.
Janošik (en serbe cyrillique : Јаношик ; en slovaque : Jánošík ; en hongrois : Újsándorfalva) est un village de Serbie située dans la province autonome de Voïvodine. Il fait partie de la municipalité d'Alibunar dans le district du Banat méridional. Au recensement de 2011, il comptait 967 habitants se déclarant à plus de 90 % slovaques.

## Démographie

### Évolution historique de la population
| 1948  | 1953  | 1961  | 1971  | 1981  | 1991  | 2002  | 2011 |
| ----- | ----- | ----- | ----- | ----- | ----- | ----- | ---- |
| 1 280 | 1 281 | 1 467 | 1 488 | 1 372 | 1 225 | 1 171 | 967  |

|  |